# Patti Harrison
Patti Harrison (Orient, 31 ottobre 1990) è un'attrice, comica, sceneggiatrice e doppiatrice statunitense.

## Biografia
Patti Harrison è nata il 31 ottobre 1990 a Orient, in Ohio. È la più giovane di sette figli di una donna vietnamita e di un uomo statunitense. Suo padre, nativo di Detroit, faceva parte dello United States Army quando incontrò sua madre, durante gli anni della Guerra del Vietnam. Egli morì di infarto quando Harrison aveva sei anni. Ha frequentato la Ohio University, senza però essersi laureata.

## Carriera
Nel 2015, si è trasferita a New York per proseguire la sua carriera da comica, ma successivamente ha deciso di andare ad abitare a Los Angeles.
Nel 2017, ha fatto risalto la sua apparizione al The Tonight Show Starring Jimmy Fallon, dove ha scherzato sulla politica dell'allora presidente, Donald Trump. Nello stesso anno, è apparsa in alcuni episodi di serie TV, tra le quali Broad City e Search Party. L'anno seguente, ha interpretato Kiko in Un piccolo favore, diretto da Paul Feig. Nel 2019, ha iniziato ad interpretare Ruthie, nella serie di Hulu Shrill. In seguito, si è unita al team di sceneggiatori della quarta stagione della serie animata, Big Mouth.
Più tardi quell'anno, ha condotto assieme a Joel Kim Booster, il programma di Comedy Central Unsend. Inoltre, ha anche condotto un podcast chiamato A Woman's Smile.
Nel 2021, ha doppiato un personaggi nel film d'animazione Disney,Raya e l'ultimo drago. Inoltre ha recitato con Ed Helms, nel film Insieme per davvero, per il quale è stata candidata agli Independent Spirit Awards come migliore attrice protagonista.
Nel 2022, ha interpretato Allison in The Lost City e Lulu in She-Hulk: Attorney at Law.

## Vita privata
Harrison ha dichiarato di essere una donna transgender, poco dopo aver abbandonato la Ohio University. Nel 2021, le è stato diagnosticato il disturbo da deficit di attenzione/iperattività. È una sostenitrice del Partito Democratico.

## Filmografia

### Attrice

#### Cinema
- Un piccolo favore (A Simple Favor), regia di Paul Feig (2018)
- Insieme per davvero (Together Together), regia di Nikole Beckwith (2021)
- The Lost City, regia di Aaron Nee e Adam Nee (2022)
- Mack & Rita, regia di Katie Aselton (2022)
- Theater Camp, regia di Molly Gordon e Nick Lieberman (2023)

#### Televisione
- The Special Without Brett Davis - serie TV, 6 episodi (2016-2017)
- The Chris Gethard Show - serie TV, episodio 3x10 (2017)
- Broad City - serie TV, episodio 4x09 (2017)
- Search Party - serie TV, 3 episodi (2017)
- High Maintenance - serie TV, episodio 3x04 (2019)
- Shrill - serie TV, 16 episodi (2019-2021)
- I Think You Should Leave with Tim Robinson - serie TV, 4 episodi (2019-2023)
- ZIWE - serie TV, 3 episodi (2021)
- Made for Love - serie TV, 3 episodi (2021-2022)
- Three Busy Debras - serie TV, episodio 2x05 (2022)
- She-Hulk: Attorney at Law - serie TV, episodio 1x06 (2022)

#### Cortometraggi
- Bagdad, Florida, regia di Matthew Fifer (2017)
- Thread, regia di Max Rosen (2018)
- Theater Camp, regia di Nick Lieberman (2020)

### Doppiatrice

#### Cinema
- Raya e l'ultimo drago (Raya and the Last Dragon), regia di Don Hall e Carlos López Estrada (2021)

#### Televisione
- BoJack Horseman - serie TV, episodio 6x03 (2019)
- Magical Girl Friendship Squad - serie TV, episodio 1x04 (2020)
- Tuca & Bertie - serie TV, 4 episodi (2021)
- Adventure Time: Terre Lontane (Adventure Time: Distant Lands) - miniserie TV, episodio 1x04 (2021)
- Q-Force - serie TV, 10 episodi (2021)
- Teenage Euthanasia - serie TV, episodio 1x02 (2021)
- Bob's Burgers - serie TV, 2 episodi (2021)
- The Great North - serie TV, 9 episodi (2021-2022)
- Chicago Party Aunt - serie TV, episodio 2x06 (2022)
- American Dad! - serie TV, 2 episodi (2022-2023)

### Sceneggiatrice
- The Special Without Brett Davis - serie TV, 3 episodi (2016-2017)
- Messaggi da Elsewhere (Dispatches from Elsewhere) - serie TV, 10 episodi (2020)
- Big Mouth - serie TV, 10 episodi (2020)
- I Think You Should Leave with Tim Robinson - serie TV, 6 episodi (2021-2023)